# نیکول دیوید
نیکول دیوید (انگلیسی: Nicol David؛ زادهٔ ۲۶ اوت ۱۹۸۳) اسکواش‌باز زن اهل مالزی است و اکنون بازنشسته شده‌است. از ماه اوت ۲۰۰۶، دیوید با رکورد بی‌سابقه، ۱۰۸ ماه متوالی رتبهٔ اول جهان را در اختیار داشت، تا اینکه در ماه سپتامبر ۲۰۱۵، آن را به رنیم الولیلی واگذار نمود. او ۸ مرتیه در سالهای ۲۰۰۵، ۲۰۰۶، ۲۰۰۸، ۲۰۰۹، ۲۰۱۰، ۲۰۱۱، ۲۰۱۲ و ۲۰۱۸ در مسابقات اوپن جهانی، هم چنین در سالهای ۲۰۰۵، ۲۰۰۶، ۲۰۰۸، ۲۰۱۲ و ۲۰۱۴ در مسابقات اوپن انگلیس، عنوان قهرمانی را بدست آورد. در ماه ژوئیه ۲۰۱۶، او به رکورد، قرار گرفتن به مدت ۱۵۱ ماه متوالی در بین ۱۰ نفر برتر، دست یافت و این رکورد را در هر دو رده مردان و زنان شکست. او با ثبت این رکورد، از رکورد قبلی ۱۵۰ ماه متوالی که در اختیار پیتر نیکول بود، پیشی گرفت.